# Municipalité de Kiama
La municipalité de Kiama (en anglais : Municipality of Kiama) est une zone d'administration locale située dans l'État de Nouvelle-Galles du Sud en Australie.

## Géographie
Située dans la région de l'Illawarra, à environ 120 km au sud du centre-ville de Sydney, la municipalité de Kiama couvre 258 km2 d'un territoire au sud de la rivière Minnamurra, qui s'ouvre à l'est sur la mer de Tasman. La partie ouest s'étage sur les contreforts du mont Saddleback, au sommet duquel on trouve quelques restes de la forêt tropicale primitive. La région comprend également le plus petit sommet moins perceptible du mont Brandon. 
Séparée de la zone côtière par des pâturages, la localité de Jamberoo est réputée pour ses bâtiments historiques et ses murs en pierre sèche.
La municipalité est traversée par la Hume Highway, qui relie Sydney à Melbourne.

### Villes et villages
La municipalité comprend la ville de Kiama, ainsi que les villages et localités de Bombo, Budderoo, Carrington Falls, Curramore, Elambra Estate, Fountaindale, Foxground,  Gainsborough, Gerringong, Gerroa, Jamberoo, Jerrara, Kiama Downs, Kiama Heights, Knights Hill, Minnamurra, Rose Valley, Saddleback Mountain, Toolijooa, Upper Kangaroo Valley (en partie), Werri Beach et Willow Vale.

## Démographie
La population s'élevait à 19 986 habitants en 2011 et à 21 464 habitants en 2016.

## Histoire
Avant l'arrivée des Occidentaux dans la région, les Aborigènes occupent la région pendant des milliers d'années. À cette époque, l'ensemble du pays est couvert de broussailles. 
Le premier Européen à explorer la région est George Bass, qui s'y arrête en 1797 avec sa baleinière lors de son voyage vers le détroit qui porte son nom. Il prend note de la beauté et de la complexité de la région et se montre très étonné quand il découvre le geyser maritime.
Dès les débuts du XIXe siècle, la région est rapidement colonisée par des agriculteurs car les terres sont faciles à cultiver. La principale raison du développement de Kiama est cependant due à ses carrières. Le basalte, formé par les éruptions volcaniques, il y a 240 millions d'années, est une matière première précieuse pour une colonie en pleine expansion, qui utilise ce matériau pour paver les routes de Sydney. Le port de Kiama est mis en service en 1876 et la région connaît une période de prospérité qui dure jusqu'à la Grande Dépression des années 1930.
La municipalité est créée en 1859 en regroupant les trois districts de Kiama, Gerringong et Jamberoo. Les deux derniers sont séparés pour former chacun une municipalité distincte, respectivement en 1871 et 1892. Les trois municipalités sont de nouveau réunies en une seule en 1954.
En 2015, le gouvernement de Nouvelle-Galles du Sud propose de fusionner Kiama avec Shoalhaven afin de former une zone d'administration locale de 4 825 km2 abritant 120 000 habitants. À la suite d'une consultation de la population organisée le 7 mai 2016, marquée par une participation de 49,9 % des inscrits, 95 % des votants se prononcent contre la fusion. Le gouvernement renonce alors au projet.
La ville constitue aujourd'hui une cité-dortoir et ses quartiers du littoral, comme Kiama, Gerringong ou Minnamurra, un lieu touristique apprécié.

## Politique et administration

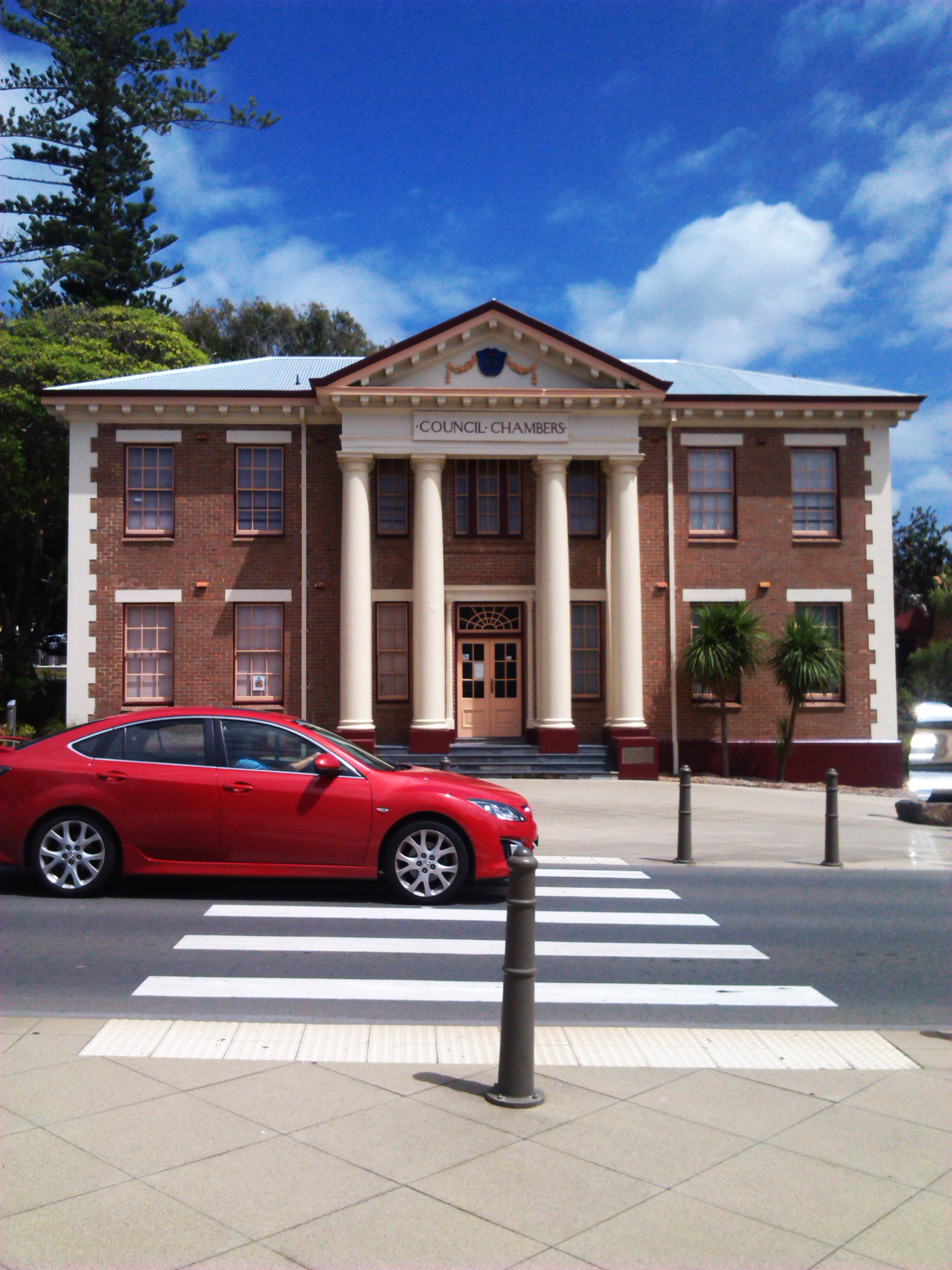
L'hôtel de ville de Kiama.

Le conseil municipal comprend neuf conseillers élus pour quatre ans, qui élisent à leur tour le maire pour deux ans. À la suite des élections du 4 décembre 2021, le conseil est formé de cinq indépendants, deux travaillistes et deux verts.

### Liste des maires
| Période                                  | Période      | Identité        | Étiquette   | Qualité |
| ---------------------------------------- | ------------ | --------------- | ----------- | ------- |
| Les données manquantes sont à compléter. |              |                 |             |         |
| 1991                                     | 1992         | Ruth Devenney   |             |         |
| 1992                                     | 2000         | Joyce Wheatley  |             |         |
| 2000                                     | 2012         | Sandra McCarthy |             |         |
| 2012                                     | 2016         | Brian Petschler |             |         |
| 20 septembre 2016                        | janvier 2022 | Mark Honey      | Indépendant |         |
| 11 janvier 2022                          | en cours     | Neil Reilly     | Indépendant |         |